# HMS Tuna (N94)
Pour les autres navires du même nom, voir HMS Tuna.
Le HMS Tuna est un sous-marin de classe T de la Royal Navy.

## Histoire
Le 22 septembre 1940, il coule le Tirranna, un navire marchand norvégien d'un déplacement de 7 230 tonnes qui avait été capturé par le croiseur auxiliaire allemand Atlantis, dans l'océan Indien. Le Tirranna a 292 personnes à bord, dont au moins 264 marins alliés capturés et un équipage allemand composé de 16 personnes. Quatre-vingt-sept personnes meurent lors du naufrage, dont un Allemand. Il torpille et coule quelques jours plus le navire-catapulte allemand Ostmark au large de l'île d'Yeu et le remorqueur français Chassiron. Il tire sur le sous-marin allemand U-644 qu'il coule. Il attaque le sous-marin allemand U-302 et le sous-marin italien Benedetto Brin, ainsi que deux contacts de sous-marins non identifiés, tous sans succès. Une attaque échoue sur le pétrolier allemand Benno, anciennement le norvégien Ole Jacob, qui avait également été capturé auparavant par l’Atlantis.
En janvier 1941, les sous-marins Tuna et HMS Snapper sont escortés par La Capricieuse, un aviso de la Marine française capturé par les Anglais, au large de Bishop Rock. Le Snapper part pour une zone de patrouille différente et disparaît ensuite. Plus tard au cours du mois, le Tuna poursuit un sous-marin non identifié la nuit pendant plus d’une heure. Il tire avec le canon de quatre pouces monté à l'avant et des dommages sont constatés dans le château du U-Boot. Le navire allemand riposte avec un canon monté à l'arrière, mais aucun dégât n'est signalé par le Tuna. La poursuite prend fin après l'apparition de nouveaux navires ennemis, le Tuna plonge pour les éviter.
En février 1942, le Tuna reçoit l'ordre de se rendre dans la région de Trondheim afin de protéger avec le HMS Trident un convoi des sorties ennemies des ports suédois. Alors que le Tuna ne tire pas, le Trident endommage le croiseur allemand Prinz Eugen.
Le 30 novembre 1942, sous le commandement du capitaine de corvette Dick Raikes, le Tuna quitte le Holy Loch, en Écosse, pour y intégrer douze commandos de nageur Royal Marines, qui devaient bientôt devenir le Special Boat Service dans l'estuaire de la Gironde dans le cadre de l'opération Frankton, l'attaque du port de Bordeaux. Il doit arriver le 6 décembre mais est retardé à cause du mauvais temps et de la présence d'un champ de mines. Il arrive à l'estuaire avec un jour de retard et a fait surface à 16 km de l'embouchure de la rivière. Le but de l'opération est que plusieurs canoës remontent la Gironde sur une distance de 100 km pour attaquer des navires allemands à Bordeaux ; un des six canoës est endommagé, le sous-marin récupère ses hommes tandis que les autres poursuivent l'assaut. L'opération est un succès bien que seuls le caporal Bill Sparks et le major Herbert Hasler aient survécu. Le capitaine de corvette Dick Raikes reçoit l'ordre du Service distingué puis fut immortalisé à l'écran dans le film britannique Commando sur la Gironde, sorti en 1955, incarné par Christopher Lee.
Le 18 novembre 1943, le Tuna rentre chez lui pour la première fois après quatre patrouilles.
En août 1945, il participe à la première British Navy week dans un port étranger, à Rotterdam, avec aussi le croiseur HMS Bellona, les destroyers HMS Onslow et HMS Garth. Les navires étrangers comprennent deux des sous-marins de la Marine royale néerlandaise de la classe T, Dolfijn et Zeehond.
Le Tuna est vendu pour être mis à la ferraille le 19 décembre 1945. Ce travail est effectué sur l'un des chantiers de récupération de ferraille de Thos W Ward à Briton Ferry à partir de juin 1946.